# Biton fuscipes
Espèce
Biton fuscipes est une espèce de solifuges de la famille des Daesiidae.

## Distribution
Cette espèce se rencontre en Éthiopie et en Somalie.

## Description
La femelle holotype mesure 21 mm.
Le mâle décrit par Roewer en 1933 mesure 14 mm.

## Publication originale
- Pocock, 1897 : Appendix C. Solifugae, Scorpions, Chilopoda, and Diplopoda. Through unknown African countries; the first expedition from Somaliland to Lake Lamu, p. 392-407 (texte intégral).